# Halit Refiğ
Halit Refiğ (Esmirna, 5 de marzo de 1934 - Estambul, 11 de octubre de 2009) fue un guionista, escritor, director y productor de cine turco. Realizó alrededor de sesenta películas, incluyendo largometrajes, documentales y series de televisión. Se le considera el pionero del movimiento del cine nacional e iniciador de la producción de series de televisión en Turquía.

## Biografía
Refiğ se graduó de la Escuela Secundaria Şişli Terakki en 1951 y estudió ingeniería en el Robert College de Estambul. 
Dirigió sus primeras películas en 8 mm mientras se desempeñaba como oficial de reserva militar en Corea, Japón y Ceilán. Escribió artículos sobre cine en periódicos en 1956 y publicó la revista Sinema Dergisi junto con Nijat Özön. Empezó su carrera como asistente de Atıf Yilmaz en 1957 junto a Yilmaz Güney. Trabajó como guionista para Atıf Yılmaz y Memduh Ün . Su debut como director fue Amor prohibido (Yasak Aşk) en 1961. Su película Stranger in the City de 1962 participó en el 3er Festival Internacional de Cine de Moscú.
En la década de 1970, con el declive del cine turco, comenzó a trabajar extensamente para la televisión. En 1974, contribuyó como instructor a los primeros programas de educación cinematográfica iniciados por la Academia Estatal de Bellas Artes de Estambul (actual Universidad de Bellas Artes Mimar Sinan) donde comenzó a trabajar como profesor en 1975. En 1975, dirigió la serie de televisión Aşk-ı Memnu  que se emitió en la Corporación Turca de Radio y Televisión, TRT. Esta serie es considerada la primera miniserie en las estaciones de televisión turcas. En 1978, escribió un guion para un documental sobre la vida de Mimar Sinan por encargo de la Universidad Mimar Sinan. El proyecto no se completó pero el guion fue publicado. 
En 1999, por encargo del entonces primer ministro Bülent Ecevit, comenzó a desarrollar un proyecto de largometraje titulado Devlet Ana (Madre Estado), que se estrenaría en el 700 aniversario del establecimiento del Imperio otomano. El proyecto se llevaría a cabo en colaboración con la Universidad Mimar Sinan (MSU). En 2001, Refiğ declaró que no colaboraría con la MSU y, por lo tanto, el proyecto no se realizó.

## Censura
La adaptación de Refiğ en 1979-81 de la novela de Kemal Tahir, Yorgun Savaşçı, para TRT, donde se desempeñó como asesor, fue prohibida por la compañía de radiodifusión pública debido a la incorporación de escenas que eran anti- Atatürk, anti -Guerra de Independencia turca y pro - Çerkes Ethem. Una comisión de siete personas compuesta por tres coroneles, un representante del Ministerio del Interior, uno de la oficina de prensa del Primer Ministro, dos de la TRT y Turgut Özakman, director de los Teatros del Estado de Turquía, que representaba al Ministerio de Cultura, se formó por orden del presidente Kenan Evren y el primer ministro Bülent Ulusu. Las impresiones fueron quemadas en 1983 por el director de la TRT Macit Akman, en los hornos del buró del gobierno general turco bajo la supervisión de dicha comisión. Esta censura causó controversia pública. Una copia sobreviviente apareció en 1993 y la miniserie de 8 episodios se transmitió en su totalidad en TRT.

## Vida académica
Dio una conferencia en la Universidad de Wisconsin en 1976, donde dirigió The Intercessors, y en la  Universidad de Denison en Ohio en 1984, donde filmó In the Wilderness con sus alumnos. La Universidad de Mármara le otorgó el título de "Profesor honorario" en 1997.

## Muerte
Sufrió de colangiocarcinoma y murió el 11 de octubre de 2009 en Estambul, a los 75 años. Fue enterrado en el cementerio de Zincirlikuyu dos días después, luego del funeral en la mezquita de Teşvikiye.